# The Black Dog (песня)
«The Black Dog» — песня американской певицы и автора-исполнителя Тейлор Свифт. Она была выпущена 19 апреля 2024 года на лейбле Republic Records в качестве семнадцатого трека её двойного издания одиннадцатого студийного альбома The Tortured Poets Department с подзаголовком The Anthology (2024). Песня была написана Свифт, а спродюсирована ею вместе с Джеком Антоноффом. Песня «The Black Dog» представляет собой пост-индустриальную балладу с фортепианным инструментарием. В тексте песни героиня Свифт выслеживает бывшего партнера в баре и, найдя его, испытывает душевную боль и обиду.
Песня «The Black Dog» была впервые выпущена в качестве бонус-трека в составе физического издания альбома The Tortured Poets Department, а затем стала доступна в качестве трека с альбома The Anthology. Ее первая демо-запись также была включена в цифровое издание альбома. Песня получила в целом положительные отзывы критиков, которые похвалили ее за хорошо реализованную концепцию, продюсирование и вокальное исполнение Свифт. Некоторые назвали ее одной из лучших песен с двойного альбома и в дискографии Свифт. В коммерческом плане песня «The Black Dog» заняла 26-е место в чарте Billboard Global 200 и попала в чарты Австралии, Канады, Новой Зеландии, Португалии, Швейцарии и США. Свифт исполнила ее на концертах в Лондоне и Варшаве в рамках своего тура Eras Tour (2023—2024).

## Предыстория и композиция
Тейлор Свифт начала работу над своим одиннадцатым оригинальным студийным альбомом The Tortured Poets Department вскоре после завершения предыдущего альбома Midnights (2022) и продолжила работу над ним во время американского этапа своего тура Eras Tour в 2023 году. Она написала песню «The Black Dog», которая при первой записи называлась «Old Habits Die Screaming», а продюсированием занимался Джек Антонофф. Это постиндустриальная баллада, в основе которой лежит фортепианный инструментарий. Длительность песни составляет 3 минуты 58 секунд, песня начинается в медленном темпе, затем переходит в динамичный припев и продолжает развиваться до конца. В песне звучат удары синтезатора, когда Свифт поет «Old habits die screaming». Джош Курп из Uproxx отметил, что в песне прослеживается влияние Фиби Бриджерс, и приписал это тому, как песня развивается.
Кейтлин Хуамани из Los Angeles Times' отметила, что фраза «Old habits die screaming» («Старые привычки умирают с криком») может означать, что Свифт тяжело переживает разрыв отношений.
В своем сообщении в Instagram Свифт сказала, что песня посвящена «мимолетному и фаталистическому моменту времени, который был одновременно сенсационным и печальным в равной степени».

## Концертные исполнения
21 июня 2024 года Свифт исполнила трек как часть мэшапа с песнями «Come Back… Be Here» (2012) и «Maroon» (2022) на лондонской остановке тура Eras Tour. Она снова исполнила ее в мэшапе со своей песней «Exile» (2020) на концерте в Варшаве 3 августа.

## Отзывы
В рецензиях на «Антологию» песня «The Black Dog» получила положительные отзывы критиков. Некоторые назвали ее одним из самых ярких моментов двойного альбома. Курп назвал «The Black Dog» одним из лучших треков альбома и отметил, что он приводит к «удовлетворительному катарсическому» завершению и что Свифт намеренно исключает лучшие песни из стандартных изданий. Автор Slate Карл Уилсон считает песню одной из достойных нарезок The Anthology. Мэри Кейт Карр из The A.V. Club назвала «The Black Dog» одной из лучших песен двойного альбома и одним из тех случаев, когда Свифт выражает искренние эмоции, в шутку посетовав, почему она включила песню только в качестве бонус-трека. Хуамани также назвала песню одним из лучших треков двойного альбома, описав ее как «мягкую балладу» и сказав, что она содержит «поразительно правдоподобный опыт расставания».
Несколько критиков высоко оценили концепцию песни и ее исполнение. Журналист Rolling Stone Роб Шеффилд назвал песню «важнейшей бонусной балладой» на двойном альбоме с «классической нэшвиллской предпосылкой». Кэлли Алгрим из Business Insider сочла историю «трогательной, пропульсивной и совершенно отчетливой», а детали — умными и убедительными, и рекомендовала ее к прослушиванию. Тайлер Фоггатт из The New Yorker заявил, что песня может вывести кого-то из себя из-за простоты предпосылки и что она лучше всего иллюстрирует мелочность и эгоизм Свифт. Лорен Уэбб из Clash нашла песню утешительной, поскольку она представляет себя преследователем, который бегает за токсичными и предыдущими любовниками. В рейтинге двойного альбома Джейсон Липшутц из Billboard назвал этот трек 13-м лучшим, полагая, что его посыл, хотя и имеет «отдельные лирические детали», универсален: «кто не задавался вопросом, могут ли они доверять своим собственным воспоминаниям, когда кто-то другой разрушает это доверие?».
Некоторые высоко оценили продюсирование и вокальное исполнение Свифт. Райан Фиш из The Hollywood Reporter назвал песню «The Black Dog» лучшим шестым треком в своем рейтинге двойного альбома, считая, что она содержит «эпический, визжащий» припев и заставит фанатов «сойти с ума, когда они услышат ее вживую». Том Брейхан из Stereogum отметил, что музыкальный стиль песни хорошо сочетается с «отточенным нэшвиллским повествованием». Джонатан Киф из Slant Magazine написал, что песня демонстрирует наиболее эффективные приемы Свифт в управлении вокальным регистром и формулировками для подчеркивания эмоций, что возвышает некоторые моменты ее написания.
Песня попала в списки и рейтинги репертуара Свифт. Крис Уиллман из Variety поместил «The Black Dog» на десятое место в своем рейтинге 75 лучших песен Свифт, где он считает, что концепция сразу же привлекает внимание, а ее развитие было лучшей частью песни, заявив, что она постоянно «угрожает» и ведет к «эмо-кульминации». Альгрим заняла седьмое место в списке лучших песен Свифт о расставании, отметив, что повествование в ней «настолько изысканно свифтовское», и назвав ее «современной, но классической, болезненной, но праведной, экзистенциальной, но конкретной». Она назвала ее одной из «песен уровня Бога» двойного альбома. Аллейр Нусс из Entertainment Weekly назвал песню «сдержанным, интимным похоронным маршем по давно ушедшей любви» и назвал ее одним из треков, которые «принадлежат к верхнему эшелону ее дискографии». Шеффилд поместил трек под номером 96 в своем рейтинге дискографии Свифт и описал его как «ловко сделанную балладу», в которой Свифт высмеивает свои собственные «наклонности телефонного преследователя после разрыва отношений».

## Влияние
Американская группа The Starting Line, которая упоминалась в тексте песни, ответила на это письмом в Instagram, похвалив Свифт за то, что она запомнила название группы.
Название песни также является названием паба в Воксхолле, южный Лондон, который часто упоминается в тексте. По словам менеджера по маркетингу Эми Коули, после выхода песни бизнес заведения резко вырос. Она добавила, что в заведение стекались иностранные клиенты из таких стран, как США, Испания, Германия и Австралия. В пабе было так много гостей, что некоторым приходилось отказывать.

## Участники записи
По данным Tidal.
- Тейлор Свифт — вокал, автор, продюсер, фортепиано
- Джек Антонофф — продюсер, автор, синтезаторы, программирование, гитары, меллотрон
- Бобби Хоук — струнные
- Шон Хатчинсон — ударные, инжиниринг
- Лаура Сиск — звукоинженер
- Майкл Риддлбергер — звукоинженер
- Оли Джейкобс — звукоинженер
- Джек Мэннинг — ассистент звукоинженера
- Джон Шер — ассистент звукоинженера
- Сербан Генеа — микширование
- Bryce Bordone — микширование
- Рэнди Меррилл — мастеринг
- Райан Смит — мастеринг

## Чарты
| Чарт (2024)                                  | Высшая позиция |
| -------------------------------------------- | -------------- |
| Австралия (ARIA)                             | 25             |
| Канада (Billboard Canadian Hot 100)          | 26             |
| Мир (Billboard Global 200)                   | 26             |
| Греция (IFPI)                                | 58             |
| Новая Зеландия (Recorded Music NZ)           | 26             |
| Португалия (AFP)                             | 67             |
| Швеция (Heatseeker, Sverigetopplistan)       | 1              |
| Швейцария (Streaming, Schweizer Hitparade)   | 95             |
| Великобритания (UK Singles Sales Chart, OCC) | 60             |
| Великобритания (UK Streaming Chart, OCC)     | 31             |
| США (Billboard Hot 100)                      | 25             |

## Сертификации
| Регион                                                                      | Сертификация | Продажи |
| --------------------------------------------------------------------------- | ------------ | ------- |
| Австралия (ARIA)                                                            | Золотой      | 35 000  |
| Данные о продажах + прослушиваниях приведены только на основе сертификации. |              |         |